# Brooklyn, New York
Brooklyn (/bru'klin/) je jedna od pet gradskih četvrti New Yorka i centar okruga Kings.
Nalazi se na jugozapadu Long Islanda. S 2.504.700 stanovnika (2010.) najnaseljenija je oblast grada New Yorka. Okrug Kings ujedno je i sedmi po naseljenosti u SAD-u.
Brooklyn je dobio ime po nizozemskom gradu Breukelenu.

## Povijest
Osnovali su ga Holanđani 1645. U 19. st. ondje su prevladavali Židovi iz Rusije, Italije i Skandinavije, a u novije doba znatan dio stanovništva čine Afrikanci i Portorikanci. Godine 1898. je pripojen New Yorku. S Manhattanom je preko morskog tjesnaca zvanog East River spojen Brooklynskim mostom, mostovima Manhattan i Williamsburg, tunelom te brzim trajektima i podzemnom željeznicom. Kulturno je središte sa sveučilištem, znanstvenim institutima, muzejima, knjižnicama, botaničkim vrtom, luka s industrijskim pogonima (strojevi, koža i cipele, kemijski, farmaceutski i prehrambeni proizvodi), a nekoć i brodogradilištem (1806. – 1966.) i rafinerijom nafte.